# کارل امیل شورسک
کارل امیل شورسک (انگلیسی: Carl Emil Schorske; ۱۵ مارس ۱۹۱۵ – ۱۳ سپتامبر ۲۰۱۵) دانشمند در زمینه اهل ایالات متحده آمریکا بود.
وی همچنین برندهٔ جوایزی همچون کمک‌هزینه گوگنهایم شده‌است.